# Glenn Andreotta
Glenn Urban Andreotta (* 30. Oktober 1947 in Newton, New Jersey; † 8. April 1968 bei Quảng Ngãi) war Mitglied einer Hubschrauberbesatzung während des Vietnamkriegs. Er intervenierte bei dem von US-Soldaten an vietnamesischen Zivilisten verübten Massaker von My Lai, bei dem mehr als 500 Menschen ermordet wurden.

## Frühe Jahre
Glenn Andreotta hatte aus Italien stammende Vorfahren. Er wurde in Newton, New Jersey, geboren und wuchs in St. Louis, Missouri auf. Er verließ die Highschool, um zur Armee zu gehen. In Vietnam war er zunächst als Radiotechniker eingesetzt. Am 12. November 1967 wurde er zur 161st Assault Helicopter Company versetzt. Er erreichte den Rang eines Specialist Four und war als Crew Chief Besatzungsmitglied einer Hiller OH-23 Raven der Luftaufklärung; sein Pilot war Warrant Officer One Hugh Thompson, Jr. und sein Bordschütze war Specialist Four Lawrence Colburn.

## Das Massaker
Am frühen Morgen des 16. März 1968 nahm Andreotta kein feindliches Feuer um My Lai wahr.
Sein Hubschrauber flog zwei Gefangene in ein Gefangenenlager und kehrte nach My Lai zurück, da die Besatzung dort verwundete Zivilisten fand, die offenbar Hilfe benötigten und zuvor mit grünen Rauchpatronen markiert worden waren. Andreotta wollte diese medizinisch versorgen. Sie bemerkten, dass die Verwundeten jetzt alle tot und die Markierungen entfernt worden waren. Sie konnten vom Helikopter aus beobachten, dass Captain Ernest Medina eine am Boden liegende Zivilistin trat und dann erschoss.
Der Helikopter überflog einen Bewässerungsgraben mit Leichen darin, woraufhin die Besatzung die Vorgesetzten über Funk informierte.
Der Helikopter landete und Thompson sprach mit Second Lieutenant William Calley:
Thompson: „What’s going on here, Lieutenant?“ (Was ist hier los Lieutenant?)
Calley: „This is my business.“ (Das ist meine Angelegenheit)
Thompson: „What is this? Who are these people?“ (Was ist das? Wer sind diese Leute?)
Calley: „Just following orders.“ (Ich befolge bloß Befehle.)
Thompson: „Orders? Whose orders?“ (Befehle? Wessen Befehle?)
Calley: „Just following...“ (Befolge bloß ...)
Thompson: „But, these are human beings, unarmed civilians, Sir!“ (Aber das sind Menschen, unbewaffnete Zivilisten, Sir)
Calley: „Look Thompson, this is my show. I’m in charge here. It ain’t your concern.“ (Pass auf Thompson, das ist meine Angelegenheit hier. Ich habe hier das Kommando. Das geht dich nichts an.)
Thompson: „Yeah, great job!“ (Ja, tolle Arbeit)
Calley: „You better get back in that chopper and mind your own business.“ (Du gehst jetzt mal lieber zurück in deinen Hubschrauber und kümmerst dich um deinen eigenen Kram)
Thompson: „You ain’t heard the last of this!“ (Das letzte Wort ist noch nicht gesprochen!)
Thompson hob ab und Andreotta berichtete, dass der Soldat Mitchell weiter Menschen exekutierte. Thompson bemerkte eine Gruppe Zivilisten, die in Panik flohen und sich in einem Bunker versteckten. Sie wurden von amerikanischen Soldaten verfolgt. Thompson landete zwischen Verfolgern und Gejagten und sagte Colburn und Andreotta, dass sie das Feuer auf die US-Soldaten eröffnen sollen, wenn diese versuchen sollten die Zivilisten zu ermorden. Thompson stieg aus und sprach mit dem Zugführer Stephen Brooks. Er sagte ihm, dass er die Zivilisten aus dem Bunker holen wolle. Brooks schlug ihm vor, eine Handgranate in den Bunker zu werfen. Thompson, der rangniedriger als Brooks war, versuchte mit diesem zu diskutieren. Es gelang ihm, unter Mithilfe von zwei Bell UH-1 Gunships, insgesamt elf Vietnamesen zu evakuieren. Beim Weiterflug entdeckte Thompson in einem Bewässerungsgraben ein noch lebendes Kind, welches Andreotta herausholte. Später drückte Thompson seinen Respekt für Andreotta aus, dass er es fertiggebracht hatte, das Kind zwischen den Leichen zu retten. Obwohl dort noch immer Schwerverwundete lagen, die um Hilfe bettelten, musste die Besatzung diese zurücklassen.
Thompson flog die Verletzten in das Krankenhaus in Quảng Ngãi und meldete anschließend das Massaker an Lieutenant Colonel Frank Barker.

## Tod
Andreotta fiel drei Wochen später. Er war an einem Kampfeinsatz nahe Quảng Ngãi beteiligt. Dort wurde sein Helikopter vom Boden aus beschossen und er starb durch einen Kopfschuss.
Postum wurde ihm die Bronze Star Medal für die Rettung der Vietnamesen verliehen. Später (1998) folgte die Soldier’s Medal. Major General Michael Ackerman sagte bei der Zeremonie: „Andreotta und seine Kameraden haben einen Maßstab gesetzt, dem alle anderen Soldaten folgen müssten“.
Auf der Vietnam Wall, dem Denkmal für die US-Gefallenen, steht sein Name.

## Auszeichnungen
- Soldier’s Medal
- Bronze Star